# Baroniet Rysensteen
Baroniet Rysensteen var et dansk baroni oprettet 1. juli 1672 for Henrik Ruse af hovedgården Bøvling. Baroniet blev 5. maj 1797 opløst til fordel for et fideikommis.
1. ↑  Hof- og Statskalender for Kongeriget Danmark